# Kolonie Zollverein III

Schlägel & Eisen, Namensgeber für die Straßen

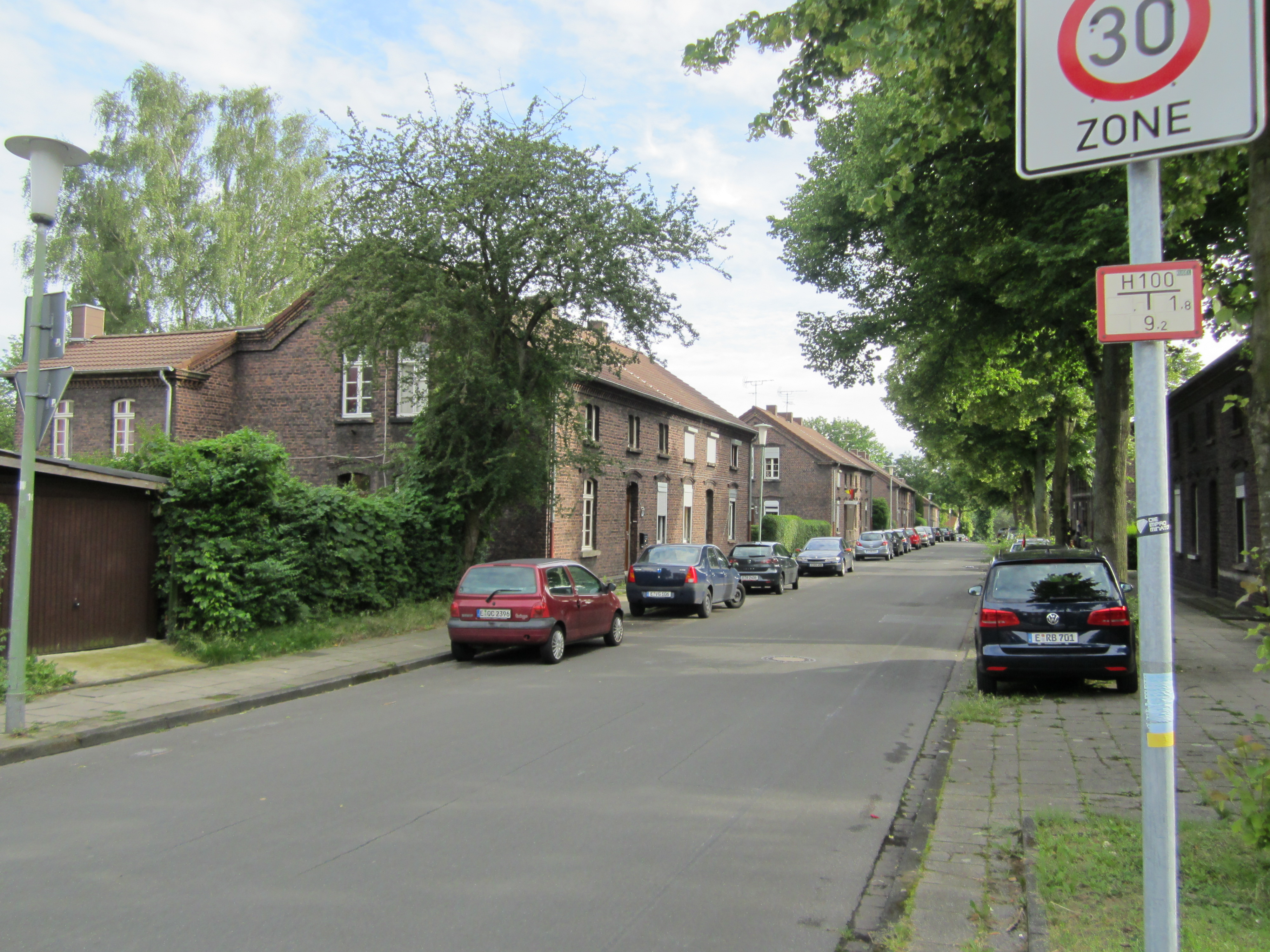
Blick in die Schlägelstraße

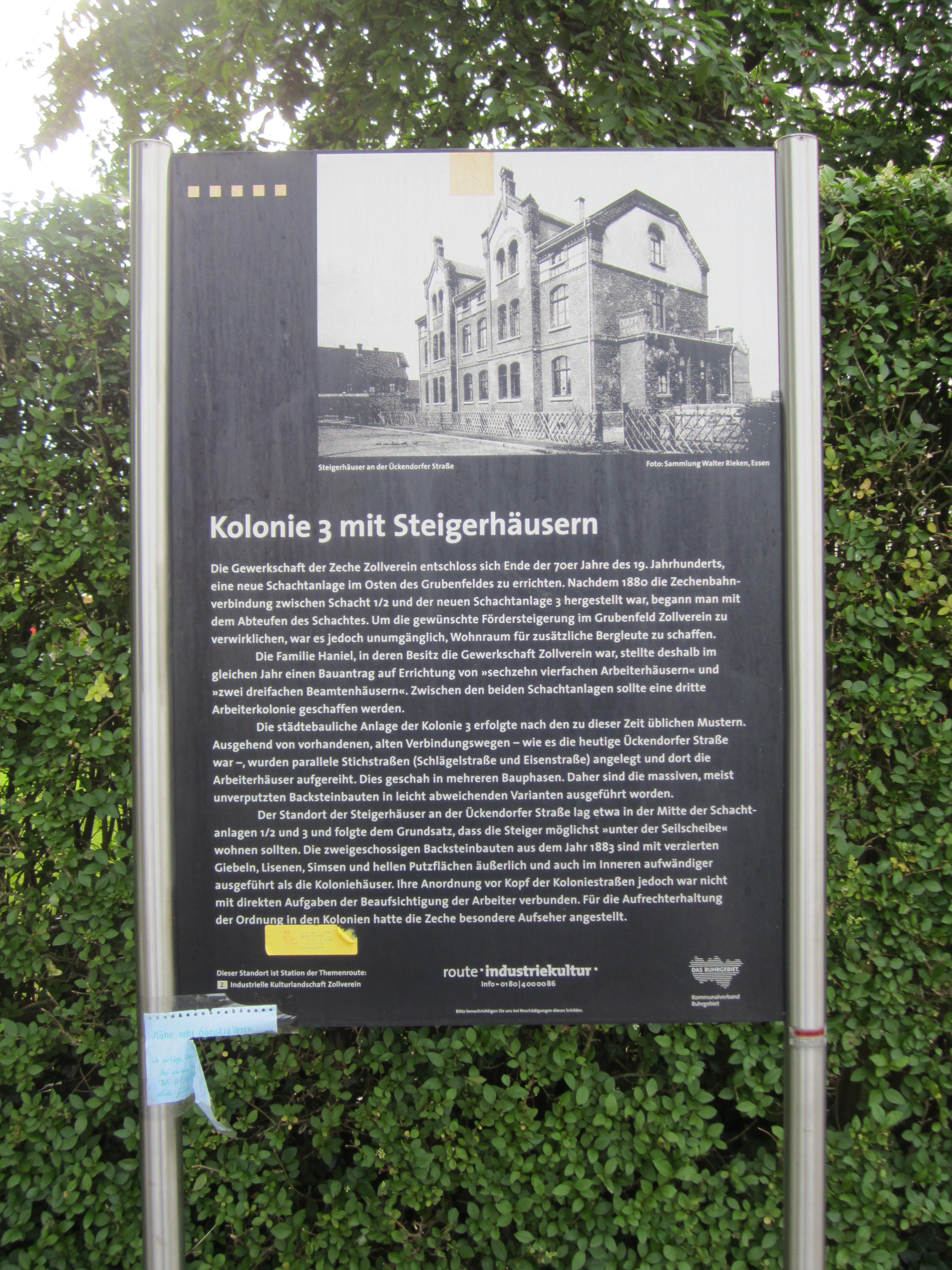
Informationstafel der Route der Industriekultur

Die Kolonie Zollverein III (Schlägel & Eisen) ist die jüngste der drei Zechenkolonien im Essener Stadtteil Katernberg. Die beiden anderen sind Hegemannshof und Ottekampshof.

## Geschichte
Die Kolonie wurde 1880 zeitgleich mit dem namensgebenden Schacht III der Zeche Zollverein begonnen. Von ihr aus konnten die Arbeiter und Beamten sowohl diesen Schacht als auch die Schächte 1/2 gut erreichen. Sie lag an der Grenze zwischen den damaligen Bauerschaften Katernberg und Schonnebeck an zwei neu angelegten Straßen; der Schlägel- und der Eisenstraße. Diese sind nach den Bergarbeiterwerkzeugen Schlägel und Eisen benannt und werden auch als Synonym für den Siedlungsnamen benutzt.
Arbeiter- und Beamtenhäuser waren streng getrennt, in der Schlägelstraße wurden zunächst acht Arbeiterhäuser errichtet, in der querverlaufenden und leicht erhöhten Ückendorfer Straße vier Beamtenhäuser. Hintergrund war die gewollte Kontrolle der Ordnung auch nach Ende der Arbeitszeit:

„Für die Aufrechterhaltung der Ordnung in den Kolonien sind besondere Aufseher angestellt, die auch darüber zu wachen haben, dass die in den Mietverträgen enthaltenen Bestimmungen über die Hausordnung befolgt werden.“

 Die Arbeiterwohnungen wurden erstmals nicht nach dem, in den anderen Kolonien benutzten, typischen Kreuzgrundriss ausgestaltet. Zwar waren weiterhin vier Familien unter einem Dach untergebracht, zwei der Wohnungen hatten aber Eingänge von der Frontseite, die beiden äußeren weiterhin Eingänge von der Giebelseite. Alle Wohnungen hatten jeweils zwei Räume im Erdgeschoss und Obergeschoss sowie einen fünften im Dachgeschoss des Anbaus auf der Hofseite. Dieser Anbau für Kleintierhaltung und Abort war nun direkt am Haus angeschlossenen und nicht wie sonst weiter hinten im Nutzgarten platziert, was zu Geruchsbelästigungen führte. Als weiterer Nachteil des neuen Zuschnittes waren die Wohnflächen unterschiedlich groß, da teilweise Platz für Flure verschenkt wurde, was zu Beschwerden der Mieter führte. So wurden zwar die ersten acht Häuser in der Eisenstraße noch nach dem gleichen Grundriss gebaut, nach 1901 die weiteren Häuser aber wieder nach dem bewährten Kreuzgrundriss mit weiter entfernt liegenden Wirtschaftsbauten ausgeführt. Dabei kam eine abwechslungsreichere Fassadengestaltung mit teilweisem Verputz zum Zuge.
Die Beamtenhäuser an der Ückendorfer Straße wurden wie die Arbeiterhäuser in Backsteinbauweise errichtet, hatten allerdings eine größere Grundfläche, mehr Komfort und eine aufwändigere Fassadengestaltung durch Linsen und verschiedene Gesimse. Daneben entstanden um die Jahrhundertwende nochmals zweigeschossige Häuser, diesmal mit aufwändigeren Dächern und kleinen Türmchen, ebenfalls für Beamte der Zeche Zollverein.